# Nam Bo-ra
Nam Bo-ra (hangeul: 남보라; 27 novembre 1989) è un'attrice sudcoreana. È laureata alla Dongduk Women's University. Nel 2009 ha pubblicato il singolo Project Bad Love sotto la Starsharp Entertainment.

## Filmografia

### Cinema
- Gosa dubeonjjae iyagi - Gyosaengsilseup (고死 두번째 이야기), regia di Yoo Sun-dong (2010)
- Angmareul bo-atda (악마를 보았다), regia di Kim Jae-woon (2010)
- Sunny (써니), regia di Kang Hyeong-cheol (2011)
- Howling (하울링), regia di Yoo Ha (2012)
- Museo-un i-yagi (무서운 이야기), regia di Hong Ji-young (2012)
- Don't Cry Mommy (돈 크라이 마미), regia di Kim Yong-han (2012)
- Yong-uija (용의자), regia di Won Shin-yun (2013)

### Televisione
- Unneun eolgullo dor-abora (웃는 얼굴로 돌아보라) – serie TV (2006)
- Road No. 1 (로드 넘버원) – serie TV (2010)
- Once Upon a Time in Saengchori (원스 어폰 어 타임 인 생초리) – serie TV (2010)
- Yunggwang-ui Jae-in (영광의 재인) – serie TV (2011)
- Haereul pum-eun dal (해를 품은 달) – serie TV (2012)
- Sang-eo (상어) – serie TV (2013)
- Nae narg-eun jigap sog-ui gi-eok (내 낡은 지갑 속의 기억), regia di Lee Jung-sub – film TV (2013)
- Saranghaeseo namjuna (사랑해서 남주나) – serie TV (2013)
- Sarangman hallae (사랑만 할래) – serie TV (2014)
- Nae ma-eum banjjakbanjjak (내 마음 반짝반짝) – serie TV (2015)

## Videografia
Nam Bo-ra è apparsa nei seguenti video musicali:
- 2003 – "Ache Aching" di Sol Flower
- 2012 – "Leaving" di Noel
- 2013 – "Hello" dei NU'EST
- 2014 – "The Space Between" di SoYou, Kwon Soonil, Park Yongin (Urban Zakapa)

## Riconoscimenti
| Anno | Premio                                  | Categoria                   | Ricevente                                           | Risultato       |
| ---- | --------------------------------------- | --------------------------- | --------------------------------------------------- | --------------- |
| 2011 | Korean Culture and Entertainment Awards | Best New Actress in a Drama | Once Upon a Time in Saengchori, Yunggwang-ui Jae-in | Vincitore/trice |
| 2012 | MBC Drama Awards                        | Best New Actress            | Haereul pum-eun dal                                 | Candidato/a     |
| 2013 | Baeksang Arts Awards                    | Best New Actress            | Don't Cry Mommy                                     | Candidato/a     |
| 2013 | Blue Dragon Film Awards                 | Best New Actress            | Don't Cry Mommy                                     | Candidato/a     |
| 2013 | KBS Drama Awards                        | Best New Actress            | Sang-eo, Nae narg-eun jigap sog-ui gi-eok           | Candidato/a     |
| 2014 | APAN Star Awards                        | Best New Actress            | Sarangman hallae                                    | Vincitore/trice |
| 2014 | SBS Drama Awards                        | New Star Award              | Sarangman hallae                                    | Vincitore/trice |